# 최지우
최지우(한국 한자: 崔志宇, 본명: 최미향 한국 한자: 崔美香, 1975년 6월 11일 ~ )는 대한민국의 배우이다.

## 약력

### 성장과정 및 데뷔
1975년 6월 11일 경기도 파주에서 1남 1녀 중 막내로 태어나 이후 부산광역시로 이사했다고 한다. 부산 덕문여고 마친 다음 친척 권유로 연기인이 되고자 혼자 상경하였고, 1994년 MBC 23기 공채 연기자로 선발됐다. 1995년 드라마 《전쟁과 사랑》으로 데뷔한 최지우는 이 작품에서부터 '최지우'라는 이름을 사용하였다. 공채 연기자로서 텔레비전 드라마에 단역 출연한 시기에 1996년 5월, 종로3가 피카디리 극장에서 프랑스 연기자 이자벨 아자니 주연 영화 《디아볼릭》 프로모셔널 이벤트 "이자벨 아자니 닮은 꼴 선발대회"에서 대상 탔다 한다.

### 연기경력
최지우는 故 김형곤과 함께 연극《병사와 수녀》를 공연하면서 자신의 이름을 더 알리는 계기가 됐다. 최지우는 1996년 개봉된 영화 《귀천도》의 여주인공으로 캐스팅 되어 연기하려 하였지만, 연기 경험 부족으로 촬영하기 전에 배역을 잃는 아픔을 겪게 된다. 이후 1996년 영화 《박봉곤 가출사건》으로 스크린에 데뷔하였다. 최지우는 당시 65%가 넘는 최고 시청률을 기록한 드라마 《첫사랑》(1996)에서 배용준과 첫 호흡을 맞추었으며, 비록 조연이지만 점차 큰 비중을 차지하며 전문 연기자로 더 잘 알려지게 되었다. 영화《올가미》(1997)의 배역으로 제34회 백상예술대상 영화 부문 여자 신인상을 수상하였다. 이외에도 영화《인정사정 볼 것 없다》(1999),《키스할까요》(1999)와 드라마 《신 귀공자》 (1999), 《진실》(2000), 《아름다운 날들》(2001), 《겨울연가》(2002), 《천국의 계단》(2003) 등의 여러 작품에 활동했다. 그런 큰 사랑을 받은 작품 중 하나인 드라마《겨울연가》는 2004년에 일본에 수출하여 일본의 히트 상품 2위에 선정되는 등 중장년층에서 폭발적인 인기를 끌었고, 그녀는 '지우히메'라는 애칭을 얻어 최고의 한류 스타를 대표할 수 있는 인물 중 한 명이 되었다. 2004년 북경TV《101번째 프로포즈》에 이어 2006년에는 일본의 드라마《윤무곡~론도》에서 다케노우치 유타카와 공연하며 해외 작품에 출연하였다. 영화《피아노 치는 대통령》(2002),《누구나 비밀은 있다》(2004),《연리지》(2006)에 출연하였다. 최지우는 2007년 방영된 드라마 《에어시티》로 3년 만에 한국 텔레비전에 등장하였다. 2009년에는 각 세대를 대표하는 여자 연기자 6명의 상황을 리얼하게 보여주는 영화《여배우들》에 출연하기도 하였다. 같은 해 만화《겨울연가》의 목소리 연기(Voice acting)를 수행하였고 2009년 9월 29일 일본 도쿄돔에서의 만화《겨울연가 도쿄도무 이벤토》에 배용준과 참석하였다. 그녀는 2012년 중국 안후이 TV《도시의 연인》으로 9년 만에 중국 드라마에 출연하였고, 드라마《스타의 연인》(2008),《지고는 못살아》(2011),《수상한 가정부》(2013),《유혹》(2014) 등의 국내 작품에 출연하였다. 2015년에느《꽃보다 할배 - 그리스 편》에 보조역할로 고정 출연하였다. 같은 해 방영된 드라마《두번째 스무살》에서 스무살 아들을 둔 38세 늦깍이 학생 하노라 역으로 열연하여 호평 받는다. 2016년에는 드라마 《캐리어를 끄는 여자》에 출연하였다.

## 학력
- 수영초등학교 (졸업)
- 수영여자중학교 (졸업)
- 덕문여자고등학교 (졸업)
- 부산여자대학 무용과 (중퇴)
- 한양대학교 연극영화학과 (중퇴)

## 출연 작품

### 드라마
| 연도         | 방송사                            | 제목                                       | 역할                   | 비고           |
| ------------ | --------------------------------- | ------------------------------------------ | ---------------------- | -------------- |
| 1994         | MBC                               | 아침드라마 《천국의 나그네》               | 단역                   | 데뷔작         |
| 1994         | MBC                               | 일요아침드라마 《한지붕 세가족》           | 숙미                   |                |
| 1994         | MBC                               | 농촌드라마 《전원일기》                    | 단역                   |                |
| 1995         | MBC                               | 신년특집극 - 《캠퍼스 대소동》             | 단역                   | 단막극         |
| 1995         | MBC                               | 광복 50주년 특집극 - 《전쟁과 사랑》       | 단역                   |                |
| 1996         | MBC                               | 베스트극장 - 《사랑, 그 하나만으로도》     |                        | 1부작          |
| 1996         | KBS2                              | 주말연속극 《첫사랑》                      | 강석희                 |                |
| 1997         | KBS2                              | 주말연속극 《첫사랑》                      | 강석희                 |                |
| SBS          | 일일드라마 《행복은 우리 가슴에》 | 선경아                                     |                        |                |
| 1998         | MBC                               | 월화드라마 《사랑》                        | 유지영                 |                |
| 1999         | SBS                               | TV영화 러브스토리 - 《제2화 메시지》       | 민정                   |                |
| 1999         | KBS2                              | 주말연속극 《유정》                        | 은지수                 |                |
| 2000         | MBC                               | 수목미니시리즈 《진실》                    | 이자영                 |                |
| 2000         | MBC                               | 수목미니시리즈 《신 귀공자》               | 장수진                 |                |
| 2001         | SBS                               | 드라마스페셜 《아름다운 날들》             | 김연수                 |                |
| 2002         | KBS2                              | 월화드라마 《겨울연가》                    | 정유진                 |                |
| 2002         | SBS                               | 드라마스페셜 《지금은 연애중》             |                        | 13회, 특별출연 |
| 2003         | SBS                               | 드라마스페셜 《천국의 계단》               | 한정서/김지수          |                |
| 2004         | SBS                               | 드라마스페셜 《천국의 계단》               | 한정서/김지수          |                |
| KBS2         | 수목드라마 《풀하우스》           | 결혼식 하객                                | 3회, 특별출연          |                |
| 중국 북경TV2 | 중국 드라마 《101번째 프러포즈》  | 이소용                                     | 채널 CGV에서 한국 방영 |                |
| 2005         | TBS                               | 일본드라마 《윤무곡~론도》                 | 최윤아                 |                |
| 2007         | MBC                               | 주말특별기획 《에어시티》                  | 한도경                 |                |
| 2008         | SBS                               | 드라마스페셜 《스타의 연인》               | 이마리                 |                |
| 2011         | MBC                               | 수목미니시리즈 《지고는 못살아》           | 이은재                 |                |
| 2011         | TBS                               | 일본드라마 《겨울의 벚꽃》                 |                        | 특별출연       |
| 2012         | 중국 안후이TV                     | 중국드라마 《도시의 연인》                 | 료연접                 |                |
| 2013         | SBS                               | 월화드라마 《수상한 가정부》               | 박복녀                 |                |
| 2014         | SBS                               | 월화드라마 《유혹》                        | 유세영                 |                |
| 2015         | tvN                               | 금토드라마 《두번째 스무살》               | 하노라                 |                |
| 2016         | MBC                               | 월화특별기획 《캐리어를 끄는 여자》        | 차금주                 |                |
| 2016         | 네이버 TV                         | 웹드라마 《첫 키스만 일곱번째》            | 최지우                 |                |
| 2017         | tvN                               | 토일드라마 《세상에서 가장 아름다운 이별》 | 정연수                 |                |
| 2020         | tvN                               | 《사랑의 불시착》                          | 최지우                 | 특별출연       |
| 2022         | 카카오TV                          | 소름                                       | 현정                   |                |
| 2022         | tvN                               | 별똥별                                     | 은시우                 | 특별출연       |
| 2025         | 쿠팡플레이                        | 직장인들                                   |                        | 특별출연       |

### 영화
- 1996년 영화 《박봉곤 가출 사건》 ... 은선 역
- 1997년 영화 《할렐루야》 ... 술집마담 역 (특별출연)
- 1997년 영화 《올가미》 ... 수진 역
- 1998년 영화 《이방인》 ... 김의 딸 역 (목소리출연)
- 1998년 영화 《키스할까요?》 ... 연화 역
- 1999년 영화 《인정사정 볼 것 없다》 ... 김주연 역
- 2002년 영화 《피아노 치는 대통령》 ... 최은수 역
- 2004년 영화 《누구나 비밀은 있다》 ... 한선영 역
- 2005년 영화 《무영검》 ... 여자 무예 고수 역 (특별출연)
- 2006년 영화 《연리지》 ... 한혜원 역
- 2009년 영화 《여배우들》 ... 최지우 / 본인 역
- 2016년 영화 《좋아해줘》 ... 함주란 역
- 2023년 영화 《뉴 노멀》 ... 현정 역
- 2025년 영화 《히트맨 2》 ... 의사 역 (특별출연)

### 연극
| 연도 | 제목        | 역할 | 비고 |
| ---- | ----------- | ---- | ---- |
| 1996 | 병사와 수녀 | 수녀 |      |

## 그 외 출연

### 텔레비전 프로그램
| 연도                   | 방송사          | 제목                                          | 역할          | 비고                                         |  |
| ---------------------- | --------------- | --------------------------------------------- | ------------- | -------------------------------------------- |  |
| 1996년                 | KBS2            | 슈퍼선데이                                    | MC            | '연예매거진' 코너                            |  |
| 1997년                 | SBS             | SBS 가요대전                                  | MC            | 김승현과 공동 진행                           |  |
| 1997년                 | KBS1            | 아침마당                                      | 게스트        | 시선집중 97년은 나의 해 '각분야 유망주 특집' |  |
| 1997년                 | KBS2            | TV데이트                                      | 게스트        | 최지우 편                                    |  |
| 1997년                 | MBC             | 일요일 일요일 밤에                            | 게스트        | '이휘재의 인생극장' 코너                     |  |
| 1997년                 | KBS2            | 토요일 전원 출발                              | 게스트        | '홍진경의 드라마 프로포즈' 코너              |  |
| 1997년                 | KBS2            | 토요일 전원 출발                              | 게스트        | '미니드라마 아주 오래된 연인들' 코너         |  |
| 1997년                 | KBS1            | 체험 삶의 현장                                | 게스트        |                                              |  |
| 1997년                 | KBS1            | TV는 사랑을 싣고                              | 게스트        |                                              |  |
| 1997년                 | KBS2            | 토요일 전원 출발                              | 게스트        | '새해맞이 눈썰매대회' 코너                   |  |
| 1997년                 | SBS             | 게임쇼 하이파이브                             | 게스트        |                                              |  |
| 1997년                 | KBS2            | 꿈의 스튜디오                                 | 게스트        |                                              |  |
| 1997년                 | SBS             | 토요미스테리 극장                             | 본인          | 영화 올가미 촬영장에서 생긴일 편 (인터뷰)    |  |
| 1997년                 | SBS             | 이홍렬쇼                                      | 게스트        | '쿠킹토크 참참참' 코너                       |  |
| 1997년                 | MBC             | 김국진의 스타다큐                             | 게스트        | 최지우 편                                    |  |
| 1997년                 | MBC             | 일요일 일요일 밤에                            | 게스트        | '김국진의 국민투표' 코너, 최지우 편          |  |
| 1997년                 | MBC             | 휴먼TV 즐거운 수요일 - 여의도 포럼            | 게스트        |                                              |  |
| 1998년                 | SBS             | 타임캡슐 대작전                               | 게스트        |                                              |  |
| 1998년                 | MBC             | 박상원의 아름다운 TV얼굴                      | 게스트        | '스타 모놀로그' 코너                         |  |
| 1998년                 | MBC             | 생방송 좋은밤입니다                           | 게스트        |                                              |  |
| 1998년                 | MBC             | 일요일 일요일 밤에                            | 게스트        | '신동엽의 운명드라마' 코너                   |  |
| 1998년                 | MBC             | 일요일 일요일 밤에                            | 게스트        | '뽑기 장단전' 코너                           |  |
| 1998년                 | MBC             | 일요일 일요일 밤에                            | 게스트        | '이경규의 양심냉장고' 코너                   |  |
| 1998년                 | SBS             | 기쁜우리 토요일                               | 게스트        | '스타 이런 모습 처음이야' 코너               |  |
| 1998년                 | KBS1            | 조영남 황현정의 이야기 콘서트                 | 게스트        |                                              |  |
| 1998년                 | MBC             | 생방송 좋은 밤입니다                          | 게스트        |                                              |  |
| 1998년                 | MBC             | 10시 임성훈입니다                             | 게스트        |                                              |  |
| 1998년                 | KBS2            | 슈퍼 TV 일요일은 즐거워                       | 게스트        | '공포체험 98 돌아보지마' 코너                |  |
| 1998년                 | MBC             | 98 MBC 만나면 좋은친구                        | 게스트        |                                              |  |
| 1998년                 | KBS2            | 서세원쇼                                      | 게스트        |                                              |  |
| 1998년                 | SBS             | 기쁜우리 토요일                               | 게스트        | 박찬호 스페셜                                |  |
| 1998년                 | MBC             | 생방송 젊은 그대                              | MC            |                                              |  |
| 1999년                 | KBS2            | 서세원쇼                                      | 게스트        |                                              |  |
| 1999년                 | SBS             | 기쁜우리 토요일- 스타 함께 합시다             | 게스트        |                                              |  |
| 1999년                 | SBS             | 김혜수 플러스 유                              | 게스트        |                                              |  |
| 1999년                 | MBC             | 수요예술무대                                  | 게스트        |                                              |  |
| 1999년                 | SBS             | SBS 가요대전                                  | MC            | 김승현과 공동 진행                           |  |
| 2002년                 | KBS1            | 조영남이 만난 사람                            | 특별 게스트   | 윤석호PD 편                                  |  |
| 2002년                 | KBS2            | 서세원쇼                                      | 게스트        | 겨울연가 특집                                |  |
| 2004년                 | TBS             | 하나마루 마켓                                 | 게스트        | 일본 방송                                    |  |
| 2004년                 | 후지 TV         | SMAPxSMAP - BISTRO SMAP                       | 게스트        | 일본 방송                                    |  |
| 2005년                 | 후지 TV         | SMAPxSMAP - 심리게임                          | 게스트        | 일본 방송                                    |  |
| 2005년                 | NTV             | Tokyo 미인 이야기 - 이토 미사키와 대담        | 게스트        | 일본 방송                                    |  |
| 2006년                 | TBS             | 나카이 마사히로의 금요일의 스마들에게         | 게스트        | 일본 방송                                    |  |
| 2006년                 | 후지 TV         | 톤네루즈의 여러분 덕분입니다 - 무작정왕결정전 | 게스트        | 일본 방송                                    |  |
| 2007년                 | 후지 TV         | 산마노만마                                    | 게스트        | 일본 방송                                    |  |
| 2007년                 | MBC             | 무한도전                                      | 게스트        |                                              |  |
| 2008년                 | NTV             | 행렬이 생기는 법률 상담소                     | VTR 출연      | 일본 방송                                    |  |
| 2009년                 | Sky Perfect TV! | 겨울연가                                      | 정유진 (더빙) | 일본 애니메이션                              |  |
| 2011년                 | KBS2            | 해피선데이 - 1박 2일                          | 게스트        | '여배우 특집' 코너                           |  |
| 2011년                 | SBS             | 힐링캠프 기쁘지 아니한가                      | 게스트        | 최지우 편                                    |  |
| 2012년                 | SBS             | 일요일이 좋다 - 런닝맨                        | 게스트        |                                              |  |
| 2012년                 | 올리브TV        | 최지우의 딜리셔스 코리아                      | MC            | 5부작, (2012.11.23.~2012.12.21)              |  |
| 2013년                 | MBC             | 휴먼다큐 사랑 - 헤나의 기적                   | 내레이션      | 33~34회                                      |  |
| 2013년                 | MBC             | 무한도전                                      | 깜짝출연      |                                              |  |
| 2014년                 | tvN             | 삼시세끼 - 정선 편                            | 게스트        |                                              |  |
| 2015년                 | MBC             | 휴먼다큐 사랑 - 10주년특집 10년간의 사랑      | 내레이션      |                                              |  |
| 2015년                 | tvN             | 꽃보다 할배 in 그리스 편                      | 고정 출연     |                                              |  |
| 2017년                 | tvN             | 내 귀에 캔디 시즌 2                           | 게스트        |                                              |  |
| 2019년                 | tvN             | 커피프렌즈                                    | 고정 출연     |                                              |  |
| 2021년                 | JTBC            | 시고르 경양식                                 | 고정 출연     |                                              |  |
| 2022년                 | MBN             | 무작정투어-원하는대로                         | 게스트        | 1~2회                                        |  |
| 2023년                 | JTBC            | 아는형님                                      | 게스트        |                                              |  |
| 2024년                 | SBS             | 과몰입 인생사                                 | 게스트        |                                              |  |
| 2024년 6월 16일 ~ 현재 | KBS2            | 슈퍼맨이 돌아왔다                             | 나레이션      | 530회 ~ 현재                                 |  |
| 2025년                 | SBS             | 틈만나면,                                     | 게스트        |                                              |  |

### 라디오 프로그램
| 연도   | 방송사     | 제목                       | 역할      | 비고                    |
| ------ | ---------- | -------------------------- | --------- | ----------------------- |
| 2008년 | MBC 표준FM | 박경림의 별이 빛나는 밤에  | 특별 출연 | 2008년 7월 28일 방송분. |
| 2016년 | MBC FM4U   | 정오의 희망곡 김신영입니다 | 게스트    | 2016년 9월 26일 방송분. |

### 뮤직 비디오
| 연도   | 가수           | 노래                       | 비고 |
| ------ | -------------- | -------------------------- | ---- |
| 1996년 | 김정민         | 무한지애                   |      |
| 1998년 | 구본승, 장동건 | 풍경                       |      |
| 1998년 | 유승준         | 나나나                     |      |
| 1999년 | 조성모         | For Your Soul              |      |
| 2003년 | 차태현         | 별을 사랑한 어린 왕자의 꿈 |      |
| 2003년 | 알리           | 지우개                     |      |

### 음반
| 연도   | 음반명                                       |
| ------ | -------------------------------------------- |
| 2009년 | - "사랑은 언제나" (영화 《키스할까요?》 OST) |

### 사진집
- 2005년 《101번째 프로포즈》 ISBN 978-4-8124-1969-4
- 2006년 《if》 ISBN 978-4-903396-02-6
- 2006년 《최지우 × 조한선 '연리지' 사진집》 ISBN 978-4-04-853965-4
- 2009년 《JIWOOISM 지우이즘 ~ 신에게 감사》 ISBN 978-4-334-90164-6

## 광고

### 국내
| 연도        | 기업명                 | 브랜드명(종류)                                          | 공동 출연                  |
| ----------- | ---------------------- | ------------------------------------------------------- | -------------------------- |
| 1995        | KT                     | 국제전화 001 (통신사)                                   |                            |
| 1995        | KT                     | 새천년맞이 한국통신페스티벌 (통신사)                    |                            |
| 1995        | LG전자                 | 싱싱냉장고 앞에서 뒤에서 (가전)                         | 송승헌                     |
| 1995        | LG전자                 | 바이오에어컨사계절 (가전)                               |                            |
| 1995        | LG텔레콤               | 019PCS (이동통신)                                       | 배용준                     |
| 1997        | LG그룹                 | LG그룹 (기업광고)                                       | 배용준                     |
| 1997        | 한국GM                 | 라노스 줄리엣 (자동차)                                  |                            |
| 1997        | 크라운제과             | 크라운 베이커리 (프랜차이즈 베이커리 업체)              |                            |
| 1997        | 엘칸토그룹             | 까슈 (여성 의류)                                        |                            |
| 1997        | 에바스화장품           | 보시앙 블루로즈마인 샤워코롱 에이엠텐 (화장품)          |                            |
| 1997        | 동서가구               | 컨셉트가구 (가구)                                       |                            |
| 1999        | 국민일보               | 국민일보 (신문사)                                       |                            |
| 1999        | 로제화장품             | 로제환희 (화장품)                                       |                            |
| 1999        | 삼성물산               | 르네시떼 (패션 쇼핑몰)                                  |                            |
| 1999        | KT                     | ISDNⅡ                                                   | 김민종                     |
| 2000        | 피어리스 화장품        | 드방세 하우투 오커레드 스프리윙키 (화장품)              |                            |
| 2000        | 롯데칠성음료           | 밀키스 (음료)                                           |                            |
| 2000 ~ 2001 | 나산패션               | 조이너스 (여성 의류)                                    |                            |
| 2002        | JM글로벌               | JM산소피아 (공기청정기, 정수기)                         | 배용준                     |
| 2002 ~ 2003 | 니베아 코리아          | 니베아 (로션 화장품)                                    |                            |
| 2003        | 파로마가구             | 그린 리빙 (가구)                                        |                            |
| 2004        | 나드리화장품           | 메소니에 루시드 파우더팩트 (화장품)                     |                            |
| 2004        | 롯데제과               | 애니타임 (캔디)                                         |                            |
| 2004 ~ 2005 | 전국새마을금고연합회   | 새마을금고 (금융)                                       |                            |
| 2004 ~ 2006 | 신일 건설              | 신일 해피트리 (아파트)                                  |                            |
| 2005        | 한국코카콜라(유)       | 코카콜라 (음료)                                         |                            |
| 2005 ~ 2006 | 크리스찬 디올          | 디올 스노우 (화장품)                                    | 아시아 전역 모델           |
| 2006        | 나인스쇼핑몰           | 나인스에비뉴 (쇼핑몰)                                   |                            |
| 2009        | 유니레버 코리아        | 도브 (샴푸)                                             |                            |
| 2010        | 대신증권               | 빌리브 (증권)                                           |                            |
| 2010 ~ 2012 | 한국 시세이도          | 시세이도 (화장품)                                       |                            |
| 2010 ~ 2017 | (주)롯데호텔           | 롯데면세점 (쇼핑몰)                                     |                            |
| 2012        | 한국관광공사           | 한국방문의 해 위원회 (공익광고)                         | 내레이션                   |
| 2012 ~ 2013 | 써모스 코리아          | 써모스 (보온제품)                                       |                            |
| 2013 ~ 2014 | 그랜드코리아레저       | 세븐럭 카지노 (카지노)                                  |                            |
| 2014        | 와이즈인               | 티아도라 (쥬얼리)                                       |                            |
| 2015        | LG유플러스             | 유플러스 제로클럽 (이동통신)                            | 이서진, 신구               |
| 2015        | 이베이코리아           | G마켓 쇼핑히어로 최지우 편 ※풋티지 광고 (쇼핑 모바일앱) |                            |
| 2015        | (유)알지피코리아       | 요기요 하우스 (배달 모바일앱)                           | 차승원, 강승윤, 악동뮤지션 |
| 2015        | 노랑풍선               | 노랑풍선 (여행레저 모바일앱)                            | 이서진                     |
| 2015 ~ 2016 | 웅진코웨이             | 리엔케이 (화장품)                                       |                            |
| 2016 ~ 2017 | (주)나자인, 이랜드그룹 | 만다리나덕 (가방)                                       |                            |
| 2016 ~ 현재 | 까레라                 | 까레라진 (이탈리아 데님 브랜드)                         |                            |
| 2017 ~ 현재 | 골든듀                 | 골든듀 (쥬얼리)                                         |                            |
| 2017 ~ 현재 | (주)공영홈쇼핑         | 공영홈쇼핑 (홈쇼핑)                                     |                            |
| 2018 ~ 현재 | 보미라이               | 보미라이 원적외선 마스크 (피부미용기기)                 |                            |

### 해외
| 기업명                  | 브랜드명(종류)                                  | 공동 출연       | 국가       |
| ----------------------- | ----------------------------------------------- | --------------- | ---------- |
| LG생활건강              | 더 페이스샵(더 골든샵) (화장품)                 |                 | 일본       |
| HIS                     | HIS (여행사)                                    |                 | 일본       |
| 아스크                  | 아스크 (펫 전문업체)                            |                 | 일본       |
| AC JAPAN                | 한일공동 환경 캠페인                            | 쿠사나기 츠요시 | 한국, 일본 |
| 유니레버 재팬           | 도브크림 샴푸, 도브모이스처딥 트리트먼트 (샴푸) |                 | 일본       |
| Vana H                  | Vana H (생수업체)                               |                 | 일본       |
| 카타나                  | 카타나 (골프 전문업체)                          |                 | 일본       |
| 롯데제과                | 콜라겐 10000, 콜라겐 10000＋비타민 C            |                 | 일본       |
| 롯데제과                | 키시리톨 목캔디                                 |                 | 일본       |
| 롯데제과                | 자이리톨 껌                                     | 배용준          | 일본       |
| 롯데제과                | 마카다미아 초콜릿                               |                 | 일본       |
| 에스테틱살롱            | 라 파르레 (피부관리전문점)                      |                 | 일본       |
| 도크타즈코스메          | OBAGI (화장품)                                  |                 | 일본       |
| 로토제약                | 신V 로트EX (안약)                               |                 | 일본       |
| 히라카와상사 애로우그룹 | 파칭코홀「ARROW」                               |                 |            |
| 한국관광공사            | 한국관광홍보 일본편                             | 이병헌          |            |

## 홍보대사
| 연도          | 홍보대사명                                      |
| ------------- | ----------------------------------------------- |
| 2007년        | 인천국제공항 명예홍보대사                       |
| 2009년        | 서울드라마페스티벌 명예의 전당 올해의 스타 헌액 |
| 2009년        | 부산광역시청 부산관광홍보대사                   |
| 2010년        | 생명나눔 친선대사                               |
| 2010년~2012년 | 한국방문의 해 위원회 명예미소 국가대표 홍보대사 |
| 2011년        | 세브란스 건강홍보대사                           |
| 2011년~2012년 | 코리아 그랜드세일 홍보대사                      |

## 수상 및 후보
| 연도 | 상                                            | 부문                             | 작품                   | 결과 | 출처                 |
| ---- | --------------------------------------------- | -------------------------------- | ---------------------- | ---- | -------------------- |
| 1995 | 한국 이자벨 아자니 닮은 꼴 선발대회           | 1위 (우승)                       | 빈칸                   | 수상 |                      |
| 1996 | KBS 연기대상                                  | 여자 신인연기상                  | 첫사랑                 | 후보 |                      |
| 1997 | 제18회 청룡영화상                             | 신인여우상                       | 올가미                 | 후보 |                      |
| 1998 | 제34회 백상예술대상                           | 영화부문 여자신인연기상          | 올가미                 | 수상 |                      |
| 1998 | 제21회 황금촬영상                             | 신인여우상                       | 올가미                 | 수상 |                      |
| 1999 | 제14회 골든디스크상                           | 골든비디오 여자연기상            | 조성모의 For Your Soul | 수상 |                      |
| 1999 | 제20회 청룡영화상                             | 여우조연상                       | 인정사정 볼 것 없다    | 후보 |                      |
| 2000 | 제37회 대종상                                 | 여우조연상                       | 인정사정 볼 것 없다    | 후보 |                      |
| 2000 | MBC 연기대상                                  | 여자 우수연기상                  | 신 귀공자              | 수상 |                      |
| 2001 | SBS 연기대상                                  | 10대 스타상                      | 아름다운 날들          | 수상 |                      |
| 2001 | SBS 연기대상                                  | 여자 우수연기상                  | 아름다운 날들          | 수상 |                      |
| 2002 | 제38회 백상예술대상                           | TV부문 여자 인기상               | 겨울연가               | 수상 |                      |
| 2002 | 제18회 코리아 베스트 드레서 스완 어워즈       | 여자 탤런트부분 베스트 드레서    | 빈칸                   | 수상 |                      |
| 2002 | KBS 연기대상                                  | 인기상                           | 겨울연가               | 수상 |                      |
| 2002 | KBS 연기대상                                  | 여자 최우수연기상                | 겨울연가               | 수상 |                      |
| 2003 | 제1회 앙드레김 베스트 스타 어워드             | 스타상                           | 빈칸                   | 수상 | [ 14 ]               |
| 2003 | 제26회 황금촬영상                             | 인기 여자배우상                  | 피아노 치는 대통령     | 수상 |                      |
| 2003 | SBS 연기대상                                  | 10대 스타상                      | 천국의 계단            | 수상 |                      |
| 2003 | SBS 연기대상                                  | 드라마스페셜부문 여자 우수연기상 | 천국의 계단            | 수상 |                      |
| 2004 | 제40회 백상예술대상                           | TV부문 여자 인기상               | 천국의 계단            | 수상 |                      |
| 2004 | 제4회 자랑스러운 한국인대상(한국언론인연합회) | 대중예술 부문                    | 빈칸                   | 수상 |                      |
| 2005 | 제41회 백상예술대상                           | 한류특별상                       | 빈칸                   | 수상 | [ 15 ]               |
| 2006 | 크리스찬 디올 S.A. 타임레스 뷰티 어워즈       | 가장 아름다운 여배우상           | 빈칸                   | 수상 | [ 16 ]               |
| 2007 | 제3회 앙드레김 베스트 스타 어워드             | 스타상                           | 빈칸                   | 수상 |                      |
| 2009 | 한국연예제작자협회                            | 국제문화 산업교류 재단상         | 빈칸                   | 수상 | [ 17 ]               |
| 2009 | 제4회 서울 드라마 어워즈                      | 명예의 전당 입성                 | 빈칸                   | 수상 | [ 18 ] [ 19 ]        |
| 2009 | 제36회 관광의날 기념                          | 대통령표창                       | 빈칸                   | 수상 | [ 20 ] [ 21 ]        |
| 2009 | SBS 연기대상                                  | 드라마스페셜부문 여자 우수연기상 | 스타의 연인            | 후보 |                      |
| 2010 | 세계관광도시포럼                              | 최고 인기상                      | 빈칸                   | 수상 | [ 22 ]               |
| 2011 | MBC 드라마대상                                | 여자 인기상                      | 지고는 못살아          | 후보 |                      |
| 2011 | MBC 드라마대상                                | 베스트 커플상 (with 윤상현)      | 지고는 못살아          | 후보 |                      |
| 2012 | 제7회 2012 아시아 모델상 시상식               | 아시아스타상                     | 빈칸                   | 수상 | [ 23 ] [ 24 ] [ 25 ] |
| 2012 | 2012 서울 사회복지상대회                      | 서울특별시 복지상                | 빈칸                   | 수상 |                      |
| 2013 | SBS 연기대상                                  | 중편드라마부문 여자 최우수연기상 | 수상한 가정부          | 후보 | [ 26 ]               |
| 2014 | 제7회 코리아 드라마 어워즈                    | 여자 최우수연기상                | 수상한 가정부          | 후보 |                      |
| 2014 | SBS 연기대상                                  | 중편드라마부문 여자 최우수연기상 | 유혹                   | 후보 |                      |
| 2016 | MBC 연기대상                                  | 특별기획부문 여자 최우수연기상   | 캐리어를 끄는 여자     | 후보 |                      |
| 2016 | MBC 연기대상                                  | 베스트 커플상 (with 주진모)      | 캐리어를 끄는 여자     | 후보 |                      |

## 가족 관계
- 배우자: 이서호 (1984년 ~ )
  - 딸 (2020년 5월 16일 ~ )